# إقدار

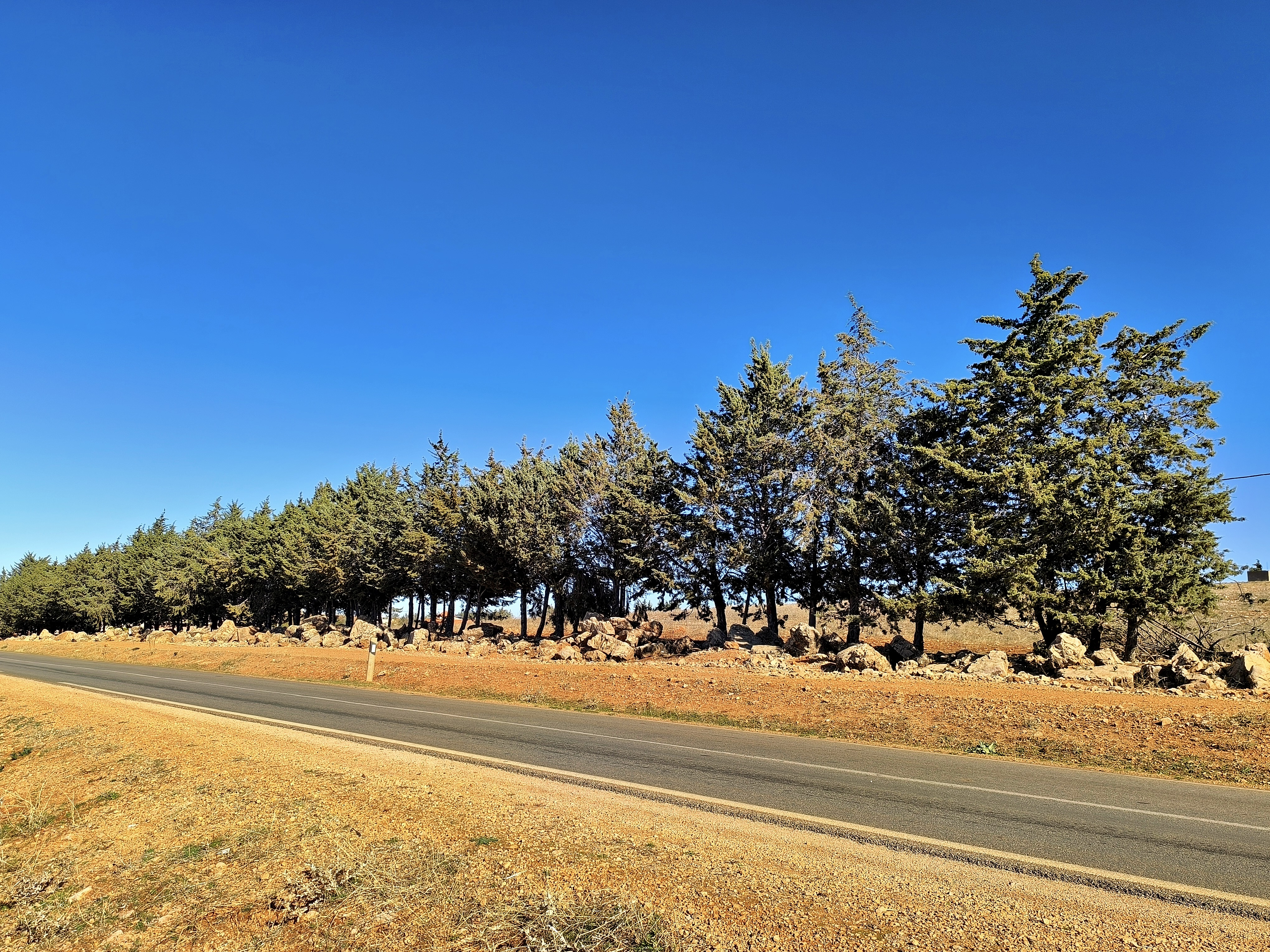
جماعة إقدار طريق الحاجب

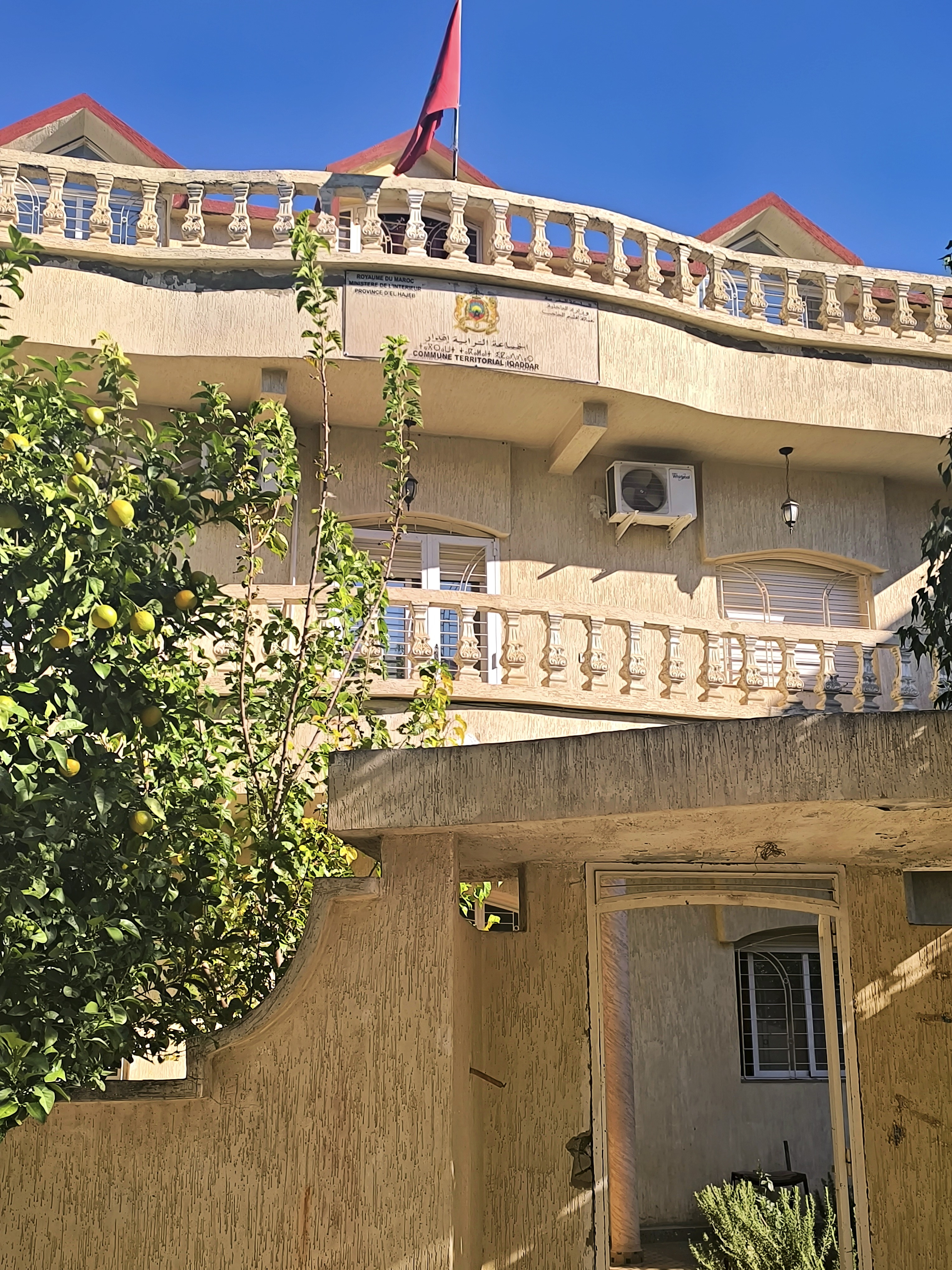
مقر جماعة إقدار

إقدار هي قرية مغربية وسط البلاد.تقع إقدار جنوبي مكناس. تنتمي إقدار لإقليم الحاجب، وتضم 10.483 نسمة (حسب الإحصاء الرسمي 2004).

## الإقتصاد
تعتمد المنطقة أساسا على الفلاحة، التي تعتبر النشاط الإقتصادي الأساسي للساكنة إضافة إلى تربية الماشية .

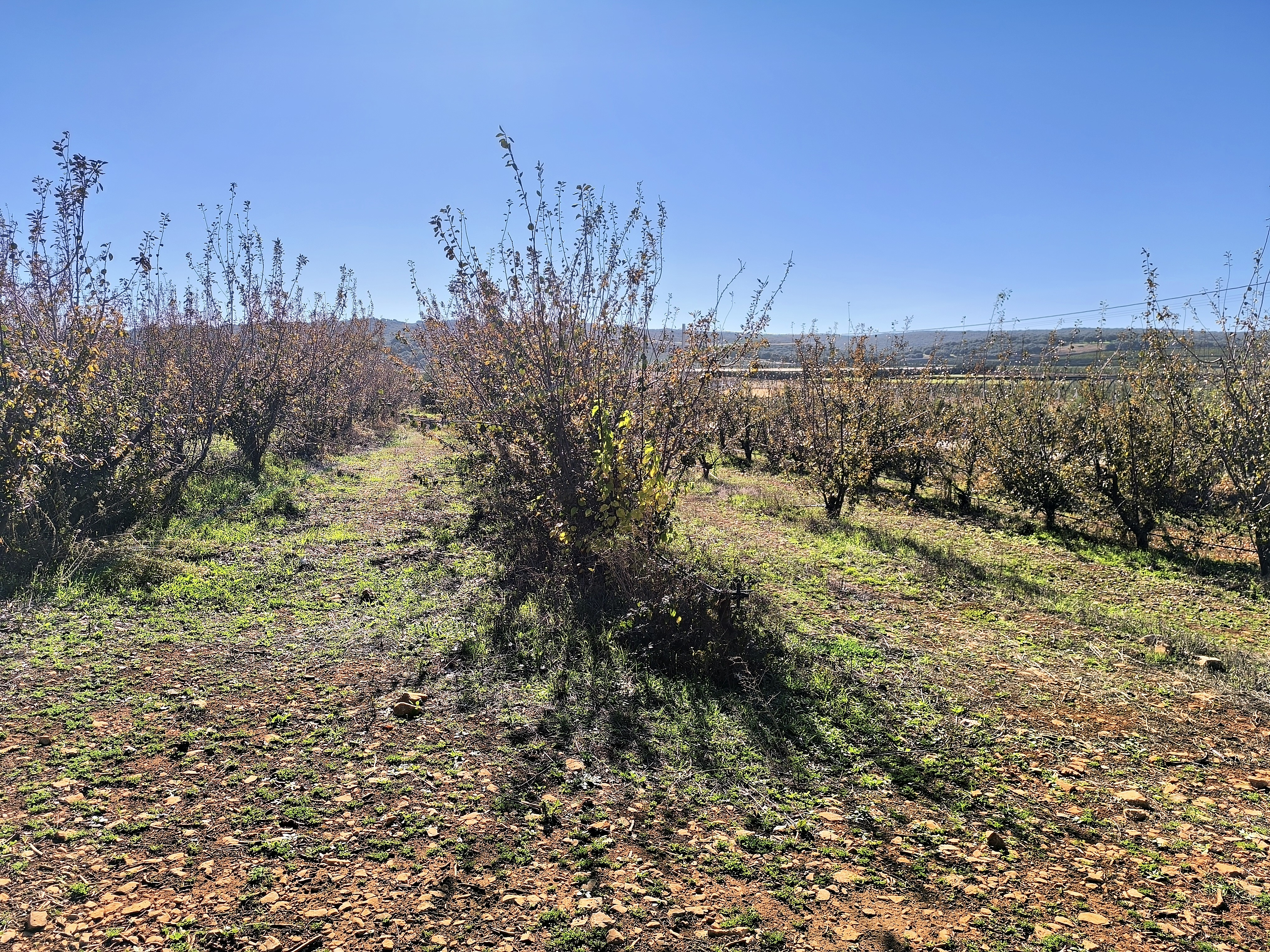
أراضي فلاحية جماعة إقدار